# Oogklepmotten
De oogklepmotten (Opostegidae) zijn een familie van vlinders in de superfamilie Nepticuloidea. De familie telt 192 soorten, verdeeld over 7 geslachten.

## Onderfamilies, geslachten en soorten
- Onderfamilie Oposteginae
  - Geslacht Neopostega D.R. Davis & J.R. Stonis, 2007[2]
    - Neopostega asymmetra D.R. Davis & J.R. Stonis, 2007[2]
    - Neopostega distola D.R. Davis & J.R. Stonis, 2007[2]
    - Neopostega falcata D.R. Davis & J.R. Stonis, 2007[2]
    - Neopostega longispina D.R. Davis & J.R. Stonis, 2007[2]
    - Neopostega petila D.R. Davis & J.R. Stonis, 2007[2]

  - Geslacht Opostega Zeller, 1839
    - Opostega afghani D.R. Davis, 1989[3]
    - Opostega amphimitra Meyrick, 1913
    - Opostega angulata Gerasimov, 1930
    - Opostega argentella Bradley, 1957
    - Opostega arthrota Meyrick, 1915
    - Opostega atypa Turner, 1923
    - Opostega basilissa Meyrick, 1893
    - Opostega bimaculatella Rothschild, 1912
    - Opostega brithys Turner, 1923
    - Opostega chalcophylla Meyrick, 1910
    - Opostega chalcoplethes Turner, 1923
    - Opostega chalinias Meyrick, 1893
    - Opostega chordacta Meyrick, 1915
    - Opostega cirrhacma Meyrick, 1911
    - Opostega costantiniella Costantini, 1923
    - Opostega cretatella Chrétien, 1915
    - Opostega diorthota Meyrick, 1893
    - Opostega diplardis Meyrick, 1912
    - Opostega granifera Meyrick, 1913
    - Opostega heringella Mariani, 1937
    - Opostega horaria Meyrick, 1921
    - Opostega idiocoma Meyrick, 1918
    - Opostega kuznetzovi Kozlov, 1985
    - Opostega luticilia Meyrick, 1915
    - Opostega melitardis Meyrick, 1918
    - Opostega monotypa Turner, 1923
    - Opostega nubifera Turner, 1900
    - Opostega orestias Meyrick, 1880
    - Opostega orophoxantha Meyrick, 1921
    - Opostega pelocrossa Meyrick, 1928
    - Opostega phaeosoma Meyrick, 1928
    - Opostega phaeospila Turner, 1923
    - Opostega praefusca Meyrick, 1913
    - Opostega radiosa Meyrick, 1913
    - Opostega rezniki Kozlov, 1985
    - Opostega salaciella (Treitschke, 1833) - Witte oogklepmot
      - = Elachista salaciella Treitschke, 1833[4]
      - =[3] Opostega reliquella Zeller, 1848

    - Opostega scoliozona Meyrick, 1915
    - Opostega snelleni Nolcken, 1882
    - Opostega spatulella Herrich-Schäffer, 1855
    - Opostega stekolnikovi Kozlov, 1985
    - Opostega stiriella Meyrick, 1881
    - Opostega symbolica Meyrick, 1914
    - Opostega tincta Meyrick, 1918
    - Opostega xenodoxa Meyrick, 1893

  - Geslacht Pseudopostega Kozlov, 1985
    - Pseudopostega abrupta (Walsingham, 1897)
      - =[3] Opostega abrupta Walsingham, 1897

    - Pseudopostega acidata (Meyrick, 1915)
      - =[3] Opostega acidata Meyrick, 1915

    - Pseudopostega acrodicra D.R. Davis & J.R. Stonis, 2007[2]
    - Pseudopostega acuminata D.R. Davis & J.R. Stonis, 2007[2]
    - Pseudopostega adusta (Walsingham, 1897)
    - Pseudopostega albogaleriella (Clemens, 1862)
    - Pseudopostega alleni Puplesis & Robinson, 1999
    - Pseudopostega amphivittata Puplesis & Robinson, 1999
    - Pseudopostega apotoma D.R. Davis & J.R. Stonis, 2007[2]
    - Pseudopostega attenuata D.R. Davis & J.R. Stonis, 2007[2]
    - Pseudopostega auritella (Hübner, 1813) - Wolfspootoogklepmot
    - Pseudopostega beckeri D.R. Davis & J.R. Stonis, 2007[2]
    - Pseudopostega bellicosa (Meyrick, 1911)
    - Pseudopostega bicornuta D.R. Davis & J.R. Stonis, 2007[2]
    - Pseudopostega bidorsalis D.R. Davis & J.R. Stonis, 2007[2]
    - Pseudopostega brachybasis D.R. Davis & J.R. Stonis, 2007[2]
    - Pseudopostega breviapicula D.R. Davis & J.R. Stonis, 2007[2]
    - Pseudopostega brevicaudata Stonis, Remeikis and Sruoga, 2013
    - Pseudopostega brevifurcata D.R. Davis & J.R. Stonis, 2007[2]
    - Pseudopostega brevivalva D.R. Davis & J.R. Stonis, 2007[2]
    - Pseudopostega caulifurcata D.R. Davis & J.R. Stonis, 2007[2]
    - Pseudopostega chalcopepla (Walsingham, 1908)
    - Pseudopostega clastozona (Meyrick, 1913)
    - Pseudopostega clavata D.R. Davis & J.R. Stonis, 2007[2]
    - Pseudopostega colognatha D.R. Davis & J.R. Stonis, 2007[2]
    - Pseudopostega concava D.R. Davis & J.R. Stonis, 2007[2]
    - Pseudopostega congruens (Walsingham, 1914)
    - Pseudopostega conicula D.R. Davis & J.R. Stonis, 2007[2]
    - Pseudopostega constricta D.R. Davis & J.R. Stonis, 2007[2]
    - Pseudopostega contigua D.R. Davis & J.R. Stonis, 2007[2]
    - Pseudopostega crassifurcata D.R. Davis & J.R. Stonis, 2007[2]
    - Pseudopostega crepusculella (Zeller, 1839) - Muntoogklepmot
    - Pseudopostega cretea (Meyrick, 1920)
    - Pseudopostega curtarama D.R. Davis & J.R. Stonis, 2007[2]
    - Pseudopostega denticulata D.R. Davis & J.R. Stonis, 2007[2]
    - Pseudopostega didyma D.R. Davis & J.R. Stonis, 2007[2]
    - Pseudopostega diskusi D.R. Davis & J.R. Stonis, 2007[2]
    - Pseudopostega divaricata D.R. Davis & J.R. Stonis, 2007[2]
    - Pseudopostega dorsalis D.R. Davis & J.R. Stonis, 2007[2]
      - Pseudopostega dorsalis dorsalis
      - Pseudopostega dorsalis fasciata D.R. Davis & J.R. Stonis, 2007

    - Pseudopostega duplicata D.R. Davis & J.R. Stonis, 2007[2]
    - Pseudopostega ecuadoriana D.R. Davis & J.R. Stonis, 2007[2]
    - Pseudopostega elachista (Walsingham, 1914)
    - Pseudopostega epactaea (Meyrick, 1907)
    - Pseudopostega euryntis (Meyrick, 1907)
    - Pseudopostega ferruginea D.R. Davis & J.R. Stonis, 2007[2]
    - Pseudopostega floridensis D.R. Davis & J.R. Stonis, 2007[2]
    - Pseudopostega frigida (Meyrick, 1906)
    - Pseudopostega fungina Puplesis & Robinson, 1999
    - Pseudopostega fumida D.R. Davis & J.R. Stonis, 2007[2]
    - Pseudopostega galapagosae D.R. Davis & J.R. Stonis, 2007[2]
    - Pseudopostega gracilis D.R. Davis & J.R. Stonis, 2007[2]
    - Pseudopostega indonesica Puplesis & Robinson, 1999
    - Pseudopostega javae Puplesis & Robinson, 1999
    - Pseudopostega kempella (Eyer, 1967)
    - Pseudopostega lateriplicata D.R. Davis & J.R. Stonis, 2007[2]
    - Pseudopostega latiapicula D.R. Davis & J.R. Stonis, 2007[2]
    - Pseudopostega latifurcata D.R. Davis & J.R. Stonis, 2007[2]
      - Pseudopostega latifurcata latifurcata
      - Pseudopostega latifurcata apoclina D.R. Davis & J.R. Stonis, 2007

    - Pseudopostega latiplana Remeikis & Stonis, 2009
    - Pseudopostega latisaccula D.R. Davis & J.R. Stonis, 2007[2]
    - Pseudopostega lobata D.R. Davis & J.R. Stonis, 2007[2]
    - Pseudopostega longifurcata D.R. Davis & J.R. Stonis, 2007[2]
    - Pseudopostega longipedicella D.R. Davis & J.R. Stonis, 2007[2]
    - Pseudopostega machaerias Meyrick, 1907
    - Pseudopostega mexicana Remeikis & Stonis, 2009
    - Pseudopostega microacris D.R. Davis & J.R. Stonis, 2007[2]
    - Pseudopostega microlepta (Meyrick, 1915)
    - Pseudopostega mignonae D.R. Davis & J.R. Stonis, 2007[2]
    - Pseudopostega monosperma (Meyrick, 1931)
    - Pseudopostega monstruosa D.R. Davis & J.R. Stonis, 2007[2]
    - Pseudopostega myxodes Meyrick, 1916
    - Pseudopostega napaeella (Clemens, 1872)
    - Pseudopostega nepalensis Puplesis & Robinson, 1999
    - Pseudopostega nigrimaculella Puplesis & Robinson, 1999
    - Pseudopostega nonstrigella (Chambers, 1881)
    - Pseudopostega obtusa D.R. Davis & J.R. Stonis, 2007[2]
    - Pseudopostega ovatula D.R. Davis & J.R. Stonis, 2007[2]
    - Pseudopostega parakempella D.R. Davis & J.R. Stonis, 2007[2]
    - Pseudopostega paraplicatella D.R. Davis & J.R. Stonis, 2007[2]
    - Pseudopostega paromias (Meyrick, 1915)
    - Pseudopostega parvilineata Puplesis & Robinson, 1999
    - Pseudopostega perdigna (Walsingham, 1914)
    - Pseudopostega pexa (Meyrick, 1920)
    - Pseudopostega plicatella D.R. Davis & J.R. Stonis, 2007[2]
    - Pseudopostega pontifex (Meyrick, 1915)
    - Pseudopostega protomochla (Meyrick, 1935)
    - Pseudopostega pumila (Walsingham, 1914)
    - Pseudopostega quadristrigella (Chambers, 1875)
      - =[3] Opostega quadristrigella Chambers, 1875
      - =[3] Opostega accessoriella Frey and Boll, 1876
      - =[3] Pseudopostega accessoriella (Frey & Boll, 1876)

    - Pseudopostega resimafurcata D.R. Davis & J.R. Stonis, 2007[2]
    - Pseudopostega robusta Remeikis & Stonis, 2009
    - Pseudopostega rotunda D.R. Davis & J.R. Stonis, 2007[2]
    - Pseudopostega sacculata (Meyrick, 1915)
    - Pseudopostega saltatrix (Walsingham, 1897)
    - Pseudopostega saturella Puplesis & Robinson, 1999
    - Pseudopostega sectila D.R. Davis & J.R. Stonis, 2007[2]
    - Pseudopostega serrata D.R. Davis & J.R. Stonis, 2007[2]
    - Pseudopostega similantis Puplesis & Robinson, 1999
    - Pseudopostega spatulata D.R. Davis & J.R. Stonis, 2007[2]
    - Pseudopostega spilodes Meyrick, 1915
    - Pseudopostega strigulata Puplesis & Robinson, 1999
    - Pseudopostega sublobata D.R. Davis & J.R. Stonis, 2007[2]
    - Pseudopostega subtila D.R. Davis & J.R. Stonis, 2007[2]
    - Pseudopostega subviolacea Meyrick, 1920
    - Pseudopostega suffuscula D.R. Davis & J.R. Stonis, 2007[2]
    - Pseudopostega sumbae Puplesis & Robinson, 1999
    - Pseudopostega tanygnatha D.R. Davis & J.R. Stonis, 2007[2]
    - Pseudopostega tenuifurcata D.R. Davis & J.R. Stonis, 2007[2]
    - Pseudopostega texana D.R. Davis & J.R. Stonis, 2007[2]
    - Pseudopostega triangularis D.R. Davis & J.R. Stonis, 2007[2]
    - Pseudopostega trinidadensis (Busck, 1910)
    - Pseudopostega truncata D.R. Davis & J.R. Stonis, 2007[2]
    - Pseudopostega tucumanae D.R. Davis & J.R. Stonis, 2007[2]
    - Pseudopostega turquinoensis D.R. Davis & J.R. Stonis, 2007[2]
    - Pseudopostega uncinata D.R. Davis & J.R. Stonis, 2007[2]
    - Pseudopostega velifera Meyrick, 1920
    - Pseudopostega venticola (Walsingham, 1897)
    - Pseudopostega zelopa Meyrick, 1905
- Onderfamilie Opostegoidinae
  - Geslacht Notiopostega D. R. Davis, 1989[3]
    - Notiopostega atrata D. R. Davis, 1989[3]

  - Geslacht Eosopostega D.R. Davis, 1989[3]
    - Eosopostega armigera Puplesis & Robinson, 1999
    - Eosopostega issikii D.R. Davis, 1989[3]

  - Geslacht Opostegoides Kozlov, 1985[5]
    - Opostegoides albellus Sinev, 1990[6]
    - Opostegoides argentisoma Puplesis & Robinson, 1999
    - Opostegoides auriptera Puplesis & Robinson, 1999
    - Opostegoides bicolorella Sinev, 1990[6]
    - Opostegoides cameroni Puplesis & Robinson, 1999
    - Opostegoides epistolaris (Meyrick, 1911)
    - Opostegoides flavimacula Puplesis & Robinson, 1999
    - Opostegoides gephyraea (Meyrick, 1881)
      - =[3] Opostega gephyraea Meyrick, 1881

    - Opostegoides gorgonea Puplesis & Robinson, 1999
    - Opostegoides index Meyrick, 1922
    - Opostegoides longipedicella Puplesis & Robinson, 1999
    - Opostegoides malaysiensis D.R. Davis, 1989[3]
    - Opostegoides menthinella (Mann, 1855)
      - =[3] Opostega menthinella Mann, 1855

    - Opostegoides minodensis (Kuroko, 1982)
      - =[3] Opostega minodensis Kuroko, 1982

    - Opostegoides nephelozona (Meyrick, 1915)
    - Opostegoides omelkoi Kozlov, 1985[5]
    - Opostegoides padiensis Sinev, 1990[6]
    - Opostegoides pelorrhoa (Meyrick, 1915)
    - Opostegoides scioterma (Meyrick, 1920)
      - =[3] Opostega scioterma Meyrick, 1920
      - =[3] Opostega nonstrigella Grossenbacher, 1910 non Chambers, 1881

    - Opostegoides sinevi Kozlov, 1985[5]
    - Opostegoides spinifera Puplesis & Robinson, 1999
    - Opostegoides tetroa (Meyrick, 1907)
    - Opostegoides thailandica Puplesis & Robinson, 1999
    - Opostegoides uvida (Meyrick, 1915)

  - Geslacht Paralopostega D. R. Davis, 1989[3]
    - Paralopostega callosa (Swezey, 1921)
      - =[3] Opostega callosa Swezey, 1921[7]

    - Paralopostega dives (Walsingham, 1907)
      - =[3] Opostega dives Walsingham, 1907

    - Paralopostega filiforma (Swezey, 1921)
      - =[3] Opostega filiforma Swezey, 1921

    - Paralopostega maculata (Walsingham, 1907)
      - =[3] Opostega maculata Walsingham, 1907

    - Paralopostega peleana (Swezey, 1921)
      - =[3] Opostega peleana Swezey, 1921

    - Paralopostega serpentina (Swezey, 1921)
      - =[3] Opostega serpentina Swezey, 1921